# Batán de la Pisa de la Sertal
El Batán de la Pisa de la Sertal ubicado en Arenas, concejo de Cabrales (Asturias, España) se encuentra en el km. 1 en la carretera de Arenas de Cabrales en dirección a Arangas. Se accede al batán por una senda que corre paralela al Río Ribeles.
La Pisa de la Sertal, retiene el agua del río Ribeles por medio de una presa de piedra. Desde la presa una acequia de losas de piedra conduce el agua hasta la cámara de carga, que regula su caída por medio de una compuerta.
El batán es una tosca máquina de madera, que se utiliza para enfurtir o apelmazar piezas de lana. Se compone de una rueda hidráulica, que al girar levanta dos gruesos mazos que golpean repetidamente las piezas de telas colocadas en una artesa de madera.
El edificio que alberga la maquinaria es de mampostería cubierto con teja roja. La solera tiene dos niveles, una zona de atención del batán y otra zona más baja de descarga de agua.
Adosadas al edificio principal se ven las ruinas de otra construcción.